# Clara Villoslada
Clara Villoslada Pinto (La Plata, Argentina, 28 de agosto de 1980) es una deportista española que compitió en snowboard, especialista en la prueba de halfpipe.
Participó en los Juegos Olímpicos de Turín 2006, ocupando el 30.º lugar en su especialidad.